# Fujifilm
Fuji Photo Film Co., Ltd. is een Japanse fabrikant van filmmateriaal, camera's en gegevensdragers. Op 1 oktober 2006 werd de naam gewijzigd in FUJIFILM Holdings Corporation.

## Geschiedenis
Het bedrijf werd in januari 1934 opgericht. De filmactiviteiten van Dainippon Celluloid Company werden dat jaar afgesplitst en ondergebracht bij Fujifilm.
Sinds februari 1962 werkt Fuji samen met het Amerikaanse Xerox in het Verre Oosten, inclusief Japan. Het begon als een joint venture waarin beide bedrijven een belang van 50% hadden, maar in 2001 kocht Fujifilm extra aandelen, waarmee het een meerderheidsbelang van 75% in Fuji Xerox kreeg. Dit bedrijfsonderdeel telde in 2018/19 bijna 40.000 medewerkers en behaalde een omzet van 1000 miljard yen (ca. US$ 9 miljard). De omzet is min of meer gelijk verdeeld over Japan en de rest van het Verre Oosten. In november 2019 verkocht Xerox het belang in Fuji Xerox aan zijn partner. Hiermee komt een einde aan de samenwerking die bijna 60 jaar duurde. Fujifilm betaalt voor het belang US$ 2,3 miljard en wordt daarmee enig eigenaar.
In 1982 werd een grote productievestiging in Tilburg geopend om de Europese markt te voorzien, dit was de eerste fabriek buiten Japan. Hier werd fotopapier geproduceerd, later uitgebreid met fotorolletjes en offsetplaten. De productie van fotorolletjes werd in 2006 beëindigd. Bij Fujifilm Tilburg werken circa 900 personen, waarmee het behoort tot de grotere werkgevers van Noord-Brabant.

## Activiteiten
De activiteiten van het bedrijf zijn in drie groepen verdeeld. De grootste groep is Document Solutions met onder andere printer- en kopieerapparaten. Deze activiteit beslaat ongeveer 40% van de totale omzet. Imaging Solutions levert een pakket van optische apparatuur en fotoafdrukmateriaal. Dit betreft ongeveer een zesde van de totale omzet. Iets meer dan 40% van de omzet wordt gerealiseerd in de groep Healthcare & Materials Solutions. Dit is een diverse groep met onder andere grafische systemen, flat-panel-displaymaterialen, en apparatuur voor de gezondheidszorg. Ongeveer de helft van de omzet van dit segment is aan de gezondheidszorg gerelateerd.
Van de omzet wordt ongeveer 60% buiten Japan gerealiseerd. Al jaren heeft Fujifilm ruim 70.000 medewerkers. Jaarlijks geeft het bedrijf tussen de zes en acht procent van de omzet uit aan onderzoek en ontwikkeling.
De aandelen van het bedrijf staan genoteerd aan de Tokyo Stock Exchange en maken deel uit van de Nikkei 225-index. Fujifilm valt hier binnen de chemiesector. Het bedrijf heeft een gebroken boekjaar dat loopt tot eind maart.

### Producten van Fujifilm
- Velvia-fotomateriaal, speciaal voor professionele fotografen
- Fujinon-lenzen voor videocamera's
- Fujifilm X-Serie-systeemcamera's
- Amateurcompactcamera's in diverse filmformaten
- Middenformaatcamera's
- Finepix, digitale camera's
- Fotopapier
- Opslagmedia als dvd's en cd's
- Offsetplaten
- Prepress workflow voor de grafische industrie
- Computer-to-plateapparatuur
- Grootformaatprinters
- Cosmetica
- Medische apparatuur
- Elektronische componenten

## Sponsoring
Tussen 1982 en 2006 sponsorde Fuji de FIFA Wereldcup.
In 1991 was Fujifilm een sponsor van het Jordan Grand Prix F1 team.